# Giovanni della Verna
Giovanni Elisei da Fermo ("Giovanni da Fermo" o "Giovanni della Verna") (Fermo, 1259 – La Verna, 9 agosto 1322) è stato un francescano e presbitero italiano, frate predicatore, beato, appartenente all'Ordine dei frati minori di San Francesco d'Assisi, evangelizzatore, confessore.
Era originario delle Marche, della nobile famiglia Elisei, consanguinea di Cacciaguida degli Elisei, antenato di Dante Alighieri. La regione fu molto influenzata dal francescanesimo spirituale, come mostrano gli innumerevoli santi francescani nativi, quali ad esempio Giacomo della Marca e Camilla da Varano, ossia sr. Battista, prima della sua esperienza mistica di preghiera e meditazione, per trenta anni a La Verna, dove visse in una cella di frasche sul monte Penna, passò la sua adolescenza in preghiera e penitenza, usando molti cilici per il suo corpo.
Ne I Fioretti di San Francesco è narrato l'episodio del suo incontro con Gesù sul monte Penna, vicino ad un faggio, sotto il quale il beato pregava e meditava, ai piedi di una croce. Dopo la caduta del faggio, in questo luogo fu edificata una piccola cappella, la Cappella del Faggio, sulla cui parete un'iscrizione spiega che la parte di terreno antistante, racchiusa da un muretto, è il luogo ove avvenne l'incontro.
Dopo la morte, il beato Giovanni fu sepolto nella Basilica, sotto l'altare della cappella di San Michele.
Appare tra i personaggi principali del terzo volume della trilogia di romanzi Dante di Shakespeare di Monaldi & Sorti, come lontano parente di Dante Alighieri, che aiuta il poeta durante l'esilio.

## Culto
Leone XIII il 24 giugno 1880 promulgò la conferma del culto. Il suo elogio si legge nel Martirologio romano al 9 agosto: